# Happō
Happō (japanska: 八峰町?, Happō-chō) är en landskommun (köping) i Akita prefektur i Japan.  